# 松前町 (愛媛県)
松前町（まさきちょう）は、愛媛県伊予郡の町。北は松山市に境を接しており、その通勤・通学圏に位置する自治体である。
伊予郡で唯一海に面する港町であり、以前の基幹産業は漁業で、周辺自治体への魚類の行商も重要だったがこれは廃れた。江戸時代の義農として知られる義農作兵衛の出身地でもあり「義農」と付く事物が複数現存する。

## 地理
瀬戸内海の伊予灘に面する松前町は、四国北西部の道後平野の南端部に位置し、愛媛県内で唯一「山のない」自治体でもある。町域は南北方向よりも東西方向が長い。臨海部は埋め立ても行わてきたものの、町域面積は20.41 km2と、愛媛県内の自治体では最も狭い。このような狭い町域ながら、海岸側に伊予鉄道郡中線、内陸側にJR予讃線が縦貫しており、伊予鉄道とJRを合わせて6つの鉄道駅が立地している。
また松前町は水に恵まれた土地で、北から順に重信川、国近川、そして河口が松前港に直結している長尾谷川、あとは大谷川が、概ね東から西へと流れ伊予灘へと流れ込んでいる。これらの河川の中で、道後平野南部の主要な河川は重信川である。現在の重信川は松山市との行政境界を流れているものの、元々は現在の松前町の中央部を東西に流れていた関係で、松前町は地下水に非常に恵まれている。このため1994年に発生した異常渇水の際も、近隣の松山市、伊予市が時間給水に踏み切らざるを得なかった時期においてすら、松前町では断水は発生しなかった。なお、町内には福徳泉も存在する。このような土地柄のため、瀬戸内式気候の土地では一般的に目立つ溜め池だが、松前町内で特に目立つのは伊予市との境界付近にある蓼原池のように数が限られている。これらの河川の中で、最も南の大谷川は一部が伊予市との行政境界を成している。この他にも、ごく短い区間ながら長尾谷川にも伊予市との行政境界を成している箇所が存在する。

### 地域区分
松前町は1955年の合併の際の3つの旧町村と小学校の校区が同一であるため、19の丁目から松前校区、岡田校区、北伊予校区の3つに大別される。1955年の合併以前の名残で、町内で「松前」と言った場合は、松前町全体ではなく松前地区を指す場合が多い。

#### 松前（南西松前）地区
南黒田・北黒田・浜・筒井
役場が立地するなど、松前町の中心街であり、商店街も見られる。さらに、岡田地区にまたがった田圃や空き土地だった民有地を利用して商業施設のエミフルMASAKIを誘致した。昔は漁村であったが、今日では臨海部の埋め立て地に東レの工場が立地するなど工業も目立つ。この他、松前公園も整備されている。
松前地区には、伊予鉄道郡中線の松前駅、地蔵町駅がある。宗意原などの松前小学校周辺地域（筒井、北黒田）は、古くから住宅開発が進んだ地域で保育所なども見られる。

#### 岡田（北西松前）地区

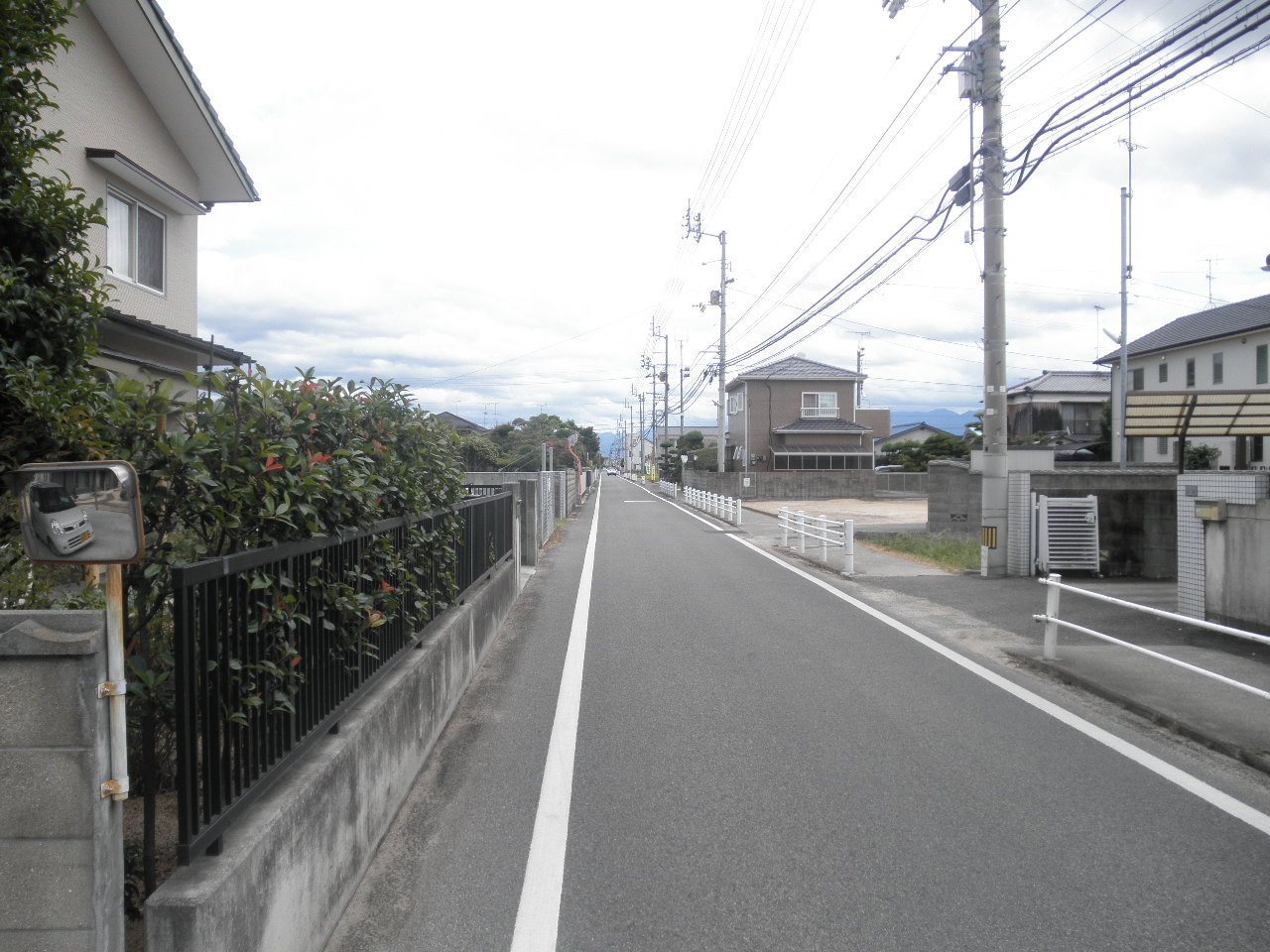
岡田地区の街並み
高柳で撮影

大間・上高柳・恵久美・昌農内・西高柳・西古泉・北川原
重信川を挟んで松山市に接している地区である。松山市側から重信川を越えてくる伊予鉄道郡中線が通り、古泉駅、岡田駅があるに、出合大橋で重信川を渡る国道56号も貫通しており、付近の県道の出合橋でも重信川を渡れる事から、松山市のベッドタウンとして都市化が進み、集合住宅が多く立地している。

#### 北伊予（東松前）地区
徳丸・中川原・出作・神崎・鶴吉・大溝・横田・東古泉
元々は松前町の東部に位置する田園地域であった。ここに福徳泉もあり、周辺は福徳泉公園として整備された。JR予讃線の北伊予駅、伊予横田駅がある。なお、伊予横田駅の東側にJR鉄道貨物基地があり、アクセス道路の設置などが進んでいる。

### 人口
松山市の人口増大に伴って、第二次世界大戦後は同市のベッドタウンの性格が強くなり人口が増加した。2005年度に一旦人口減に転じたものの2007年度春には再び人口が増加した。しかしその後、人口は緩やかに減少を始めた。2010年国勢調査では四国地方の町では徳島県の藍住町に次いで2番目に人口が多かった。2025年現在の松前町の人口は愛媛県の20の自治体の中では西予市に次ぐ11位である。
| |                                        |  |
| 松前町と全国の年齢別人口分布（2005年） | 松前町の年齢・男女別人口分布（2005年） |  |
| ■紫色 ― 松前町 ■緑色 ― 日本全国 | ■青色 ― 男性 ■赤色 ― 女性              |  |
| 松前町（に相当する地域）の人口の推移 \| 1970年（昭和45年） \| 23,900人 \| \| \| 1975年（昭和50年） \| 26,639人 \| \| \| 1980年（昭和55年） \| 27,568人 \| \| \| 1985年（昭和60年） \| 28,697人 \| \| \| 1990年（平成2年） \| 29,407人 \| \| \| 1995年（平成7年） \| 30,106人 \| \| \| 2000年（平成12年） \| 30,277人 \| \| \| 2005年（平成17年） \| 30,564人 \| \| \| 2010年（平成22年） \| 30,359人 \| \| \| 2015年（平成27年） \| 30,064人 \| \| \| 2020年（令和2年） \| 29,630人 \| \| |                                        |  |
| 総務省統計局 国勢調査より |                                        |  |
| 1970年（昭和45年） | 23,900人                               |  |
| 1975年（昭和50年） | 26,639人                               |  |
| 1980年（昭和55年） | 27,568人                               |  |
| 1985年（昭和60年） | 28,697人                               |  |
| 1990年（平成2年） | 29,407人                               |  |
| 1995年（平成7年） | 30,106人                               |  |
| 2000年（平成12年） | 30,277人                               |  |
| 2005年（平成17年） | 30,564人                               |  |
| 2010年（平成22年） | 30,359人                               |  |
| 2015年（平成27年） | 30,064人                               |  |
| 2020年（令和2年） | 29,630人                               |  |

### 隣接している自治体
松前町に隣接している自治体は3つある。北に位置する松山市以外に、南に位置する伊予市、そして、松前町と同じ伊予郡で東に位置する砥部町である。ただし、砥部町と接しているのは、数百メートルの区間しかない。
ところで、近接する松山市内にも、同じ“松前町”と言う地名が見られる。これは、江戸時代に新たに松山城を築城した事で、本拠地が松前から移動したのだが、この際に町の人々も移住させた名残である。このため、伊予郡の松前町には松前城跡がある。松山市の松前町の付近は、城下では最も古くから開けた地域であった。

## 交通
伊予鉄道の郊外線の1つである郡中線と、JR四国の予讃線の2本の鉄道路線が通っている。なお、国道56号を始めとした道路では、重信川を越える付近で、しばしば渋滞が発生する。また松山空港が近く、騒音の問題もある。

### 鉄道路線

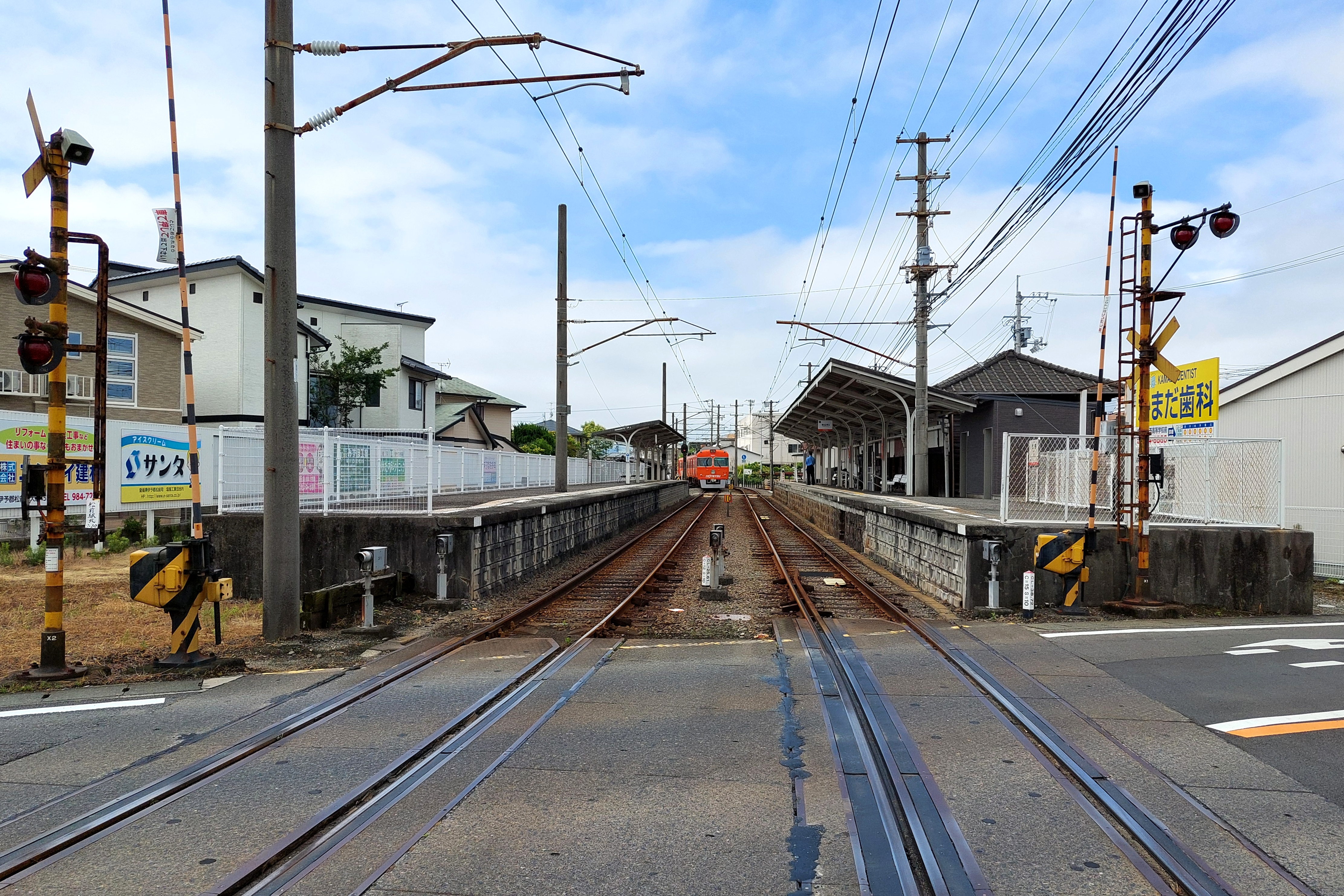
松前駅

- 伊予鉄道郡中線（岡田駅・古泉駅・松前駅・地蔵町駅）　　　　　　　　　　　　　　　　　松山市の中心部方向から南西方向に重信川を鉄橋で越えて向かい、松前港付近で南に曲がり、伊予市の中心部へ至る路線である。
- JR予讃線（北伊予駅・伊予横田駅）　　　　　　　　　　　　　　　　　　　　　　　　　　　　　　　　　　　　　松山市から南方向に重信川を鉄橋で越えて向かい、郡中線よりも内陸側を通り、北伊予駅を過ぎると南西方向に曲がり、伊予市を通過、松前町に戻り、再び伊予市の中心部や、その先へと向かう。

### バス路線

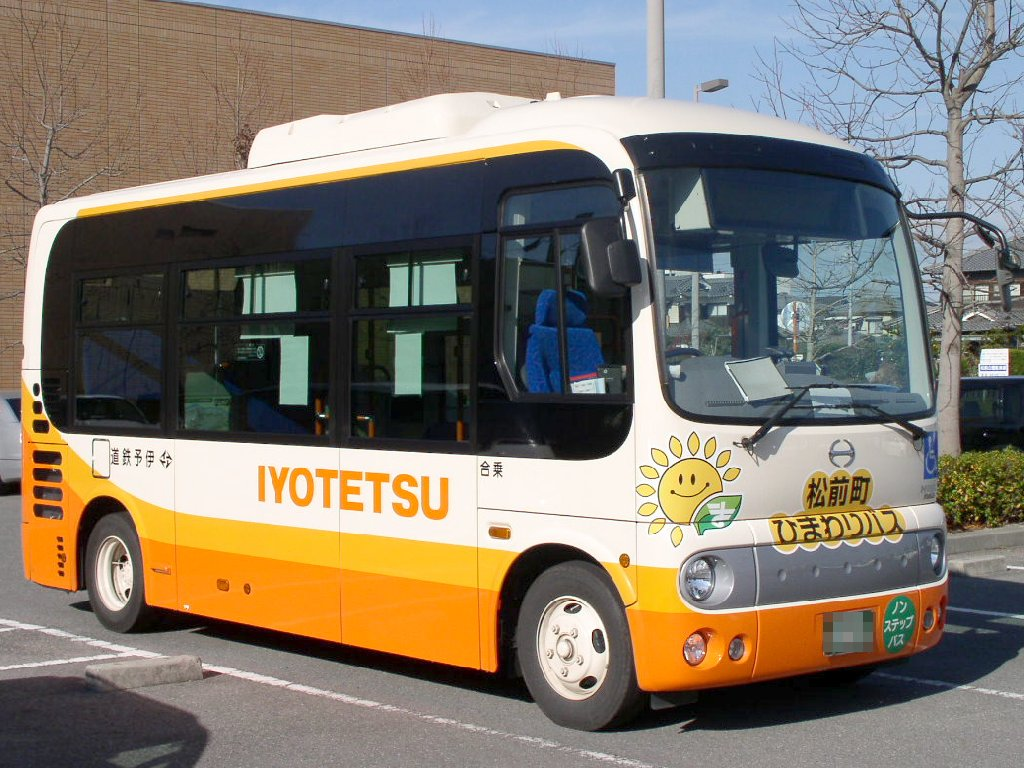
松前町ひまわりバスの車体。なお、松前町の町花はヒマワリである。

- 伊予鉄バス・北伊予線
中川原橋詰 - 中川原 - 西中川原 - 小松原 - 北伊予駅前
- 伊予鉄バス・松前町ひまわりバス
西コースと東コースがある[3][4]。

### 道路
国道56号が南北に町を縦貫し、幹線道路としての役目を果たしている。松山市との境界には重信川があるため、橋梁で越えるしかなく、渋滞が発生しがちである。例えば、国道56号は松前町内では4車線確保されているが、朝夕いずれも松山市との境である出合大橋付近で渋滞を引き起こしている。また、エミフルMASAKIの開業後、出合大橋付近からエミフルMASAKIまで（特に休日の昼〜夕方頃に）渋滞が発生する。
愛媛県道16号松山伊予線では中川原大橋のたもとでも渋滞が発生する。将来的には、地域高規格道路・松山港伊予連絡線の計画があるものの、用地買収の問題や、愛媛県の財政難もあり、着工の目処は立っていない。
東西の幹線として、愛媛県道214号八倉松前線がほぼ中央を横断している。大字神崎の町立北伊予小学校付近が狭隘でボトルネックとなっていることから、鶴吉・上野バイパスが開通したが、松山方面向きの場合遠回りになるためか、利用状況はまちまちである。
2011年4月現在、町道の筒井徳丸線が暫定開通（2/4車線）している。

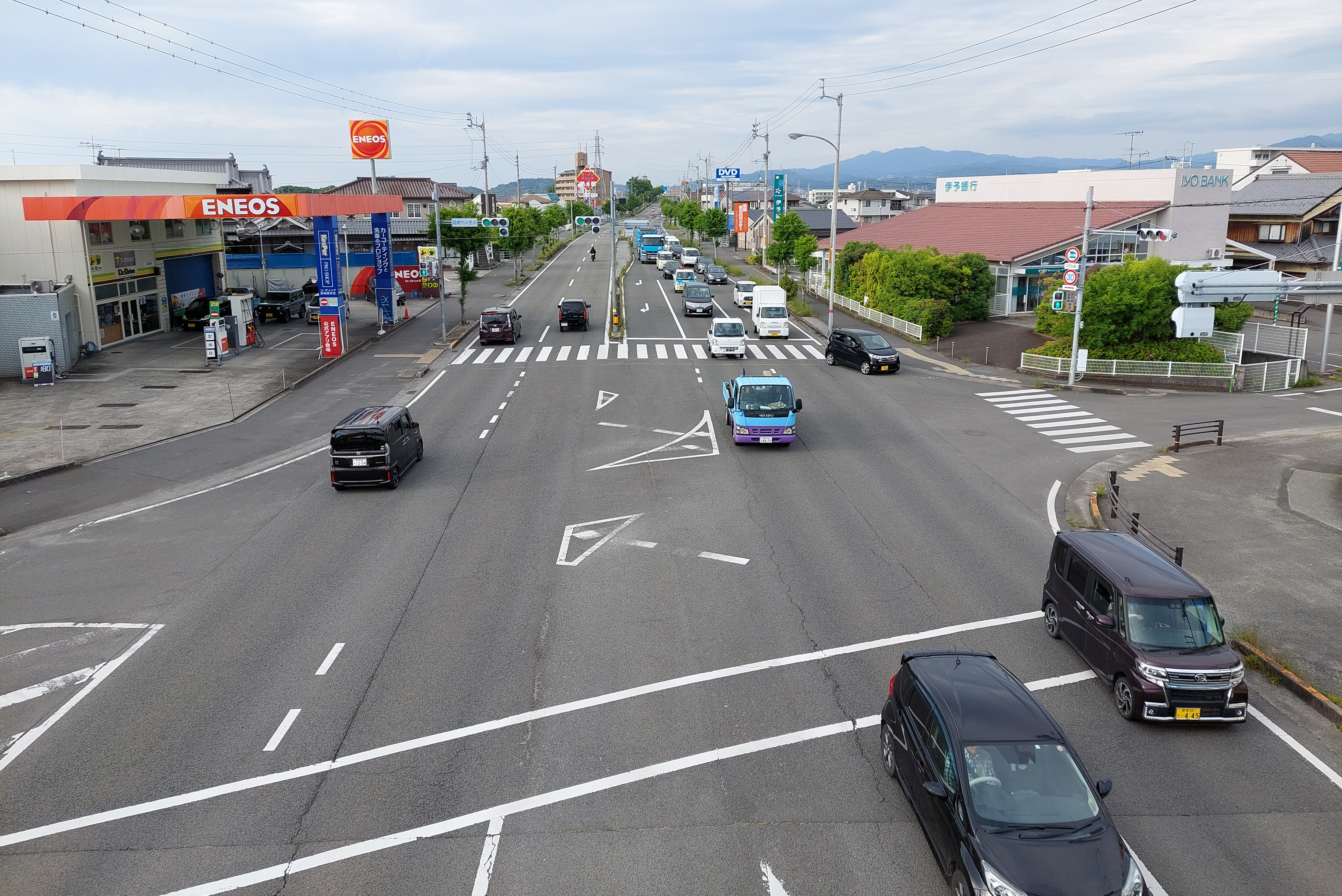
国道56号（昌農内交差点）

なお、町内に高速道路は通っていない。

#### 一般国道
国道56号は松前町を南北に抜ける道だが、松山市中心部から見ると南西方向に向かっており、出合大橋付近で南南西へと向きを変えて松前町の役場付近を抜けて、伊予市の中心部へと向かっている。

#### 都道府県道

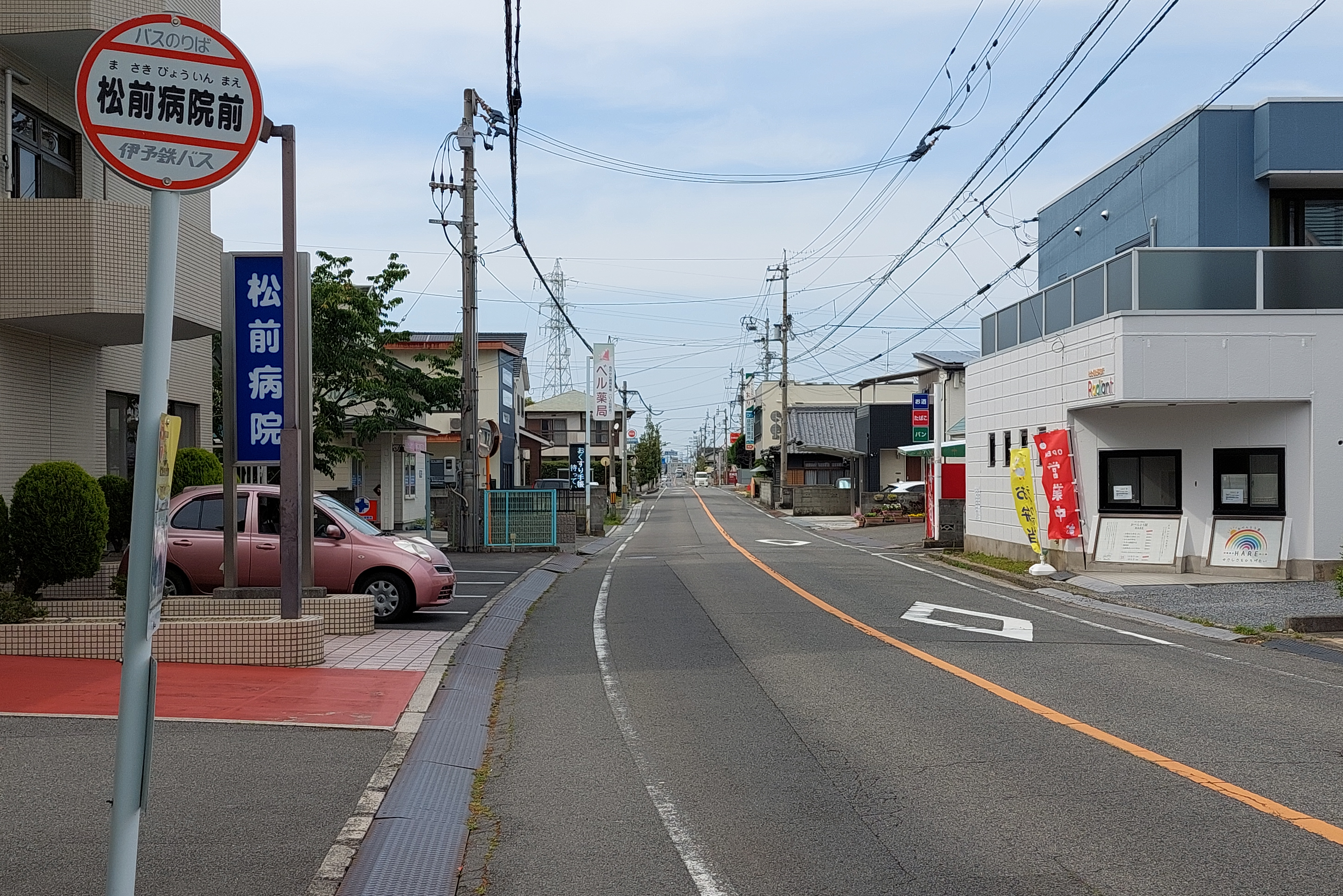
県道22号（松前町筒井）

- 主要地方道
愛媛県道16号松山伊予線 - 松前町の東部を南北に抜ける。北へ進むと、松山市の中心部へ向かえる。
愛媛県道22号伊予松山港線 - 松前町の海岸付近を南北に抜ける。夫婦橋は松前港付近の長尾谷川を渡る場所にある。川口大橋で重信川を渡ると、松山空港方面に向かえる。南へ進むと、伊予市の中心部へ向かえる。
- 一般県道
愛媛県道214号八倉松前線 - 松前港付近から役場の前など、松前町の中央部を東西に通っており、松前町内では、ほぼ長尾谷川に沿う。東へ進むと砥部町方面へ向かえる。
愛媛県道218号 - JR予讃線の北伊予駅と県道16号とを結ぶ。
愛媛県道219号砥部伊予松山線 - 松前町を南北に抜ける道だが、岡田駅付近でクランク状に屈曲している。道路名に「砥部」と付くものの、松前町から砥部町へ直接向かうわけではなく、先に伊予市に入ってから南東方向へ進み、砥部町へ入るためには山越えをせねばならない。
愛媛県道326号松山松前伊予線 - 松前港と松山市の中央部とを結ぶ。
愛媛県道335号松山川内自転車道線

## 行政
1955年3月31日に松前町、岡田村、北伊予村の合併により、現在の「松前町」が発足した。この合併は当時の町村合併促進法を受けての合併であった。
しかし「平成の合併」の流れの中では、伊予市や伊予郡全体での合併も検討したものの、結局、合併は行わなかった。
まず、砥部町と広田村の中枢が国道33号・国道379号上に位置し、地形的にも山に隔てられており、松前町とは幹線交通軸を異にしていることなどから合併しなかった。さらに松前町は、伊予市、中山町、双海町との合併も検討し、法定合併協議会を発足させたが、合併後の行政組織のあり方や行政運営のあり方を巡り、他の自治体と考えを異にし、合併の枠組みは崩壊した。結局、愛媛県内で合併せず単独の道を歩んだのは、松前町と松野町のみである。ただし、松野町は合併を拒否しているわけではないため、その意味で愛媛県内で唯一、合併しない決断をした自治体である。

### 首長
- 町長
  - 初代 鶴田義正（1955年5月 - 1963年4月）
  - 2代 兵頭康雄（1963年5月 - 1967年10月）
  - 3代 三原藤美（1967年12月 - 1983年12月）
  - 4代 住田広行（1983年12月 - 1999年12月）
  - 5代 白石勝也（1999年12月11日 - 2015年12月）
  - 6代 岡本靖（2015年12月11日 - 2023年12月）
  - 7代 田中浩介（2023年12月 - ）

### 松前町議会議員（現職）
- 加藤博徳（5期目）
- 藤岡緑（5期目）
- 村井慶太郎（5期目）
- 稲田輝宏（4期目）
- 影岡俊範（3期目）
- 城村トキ子（3期目）
- 田中周作（3期目）
- 住田英次（3期目）
- 曽我部秀司（2期目）
- 渡部惠美（2期目）
- 西村元一（2期目）
- 池田幸子（1期目）
- 池内邦仁（1期目）
- 重松知之（1期目）

### 姉妹都市・提携都市
読みは異なるものの、漢字表記が同じであるため、北海道・松前郡松前町（まつまえちょう）と姉妹都市提携を結んでいる。なお、北海道の松前町も港町で、読みは異なるものの「松前港」がある。さらに、北海道の自治体としては珍しく、かつては城下町であり、やはり読みは異なるものの「松前城」があった。

### 都市化
町内の全域が都市計画区域であり、下水道やバイパス道路などが整備されている。

#### 「エミフルMASAKI」誘致施策
松前町は、誘致段階において四国の都市では最大の人口を持っていた松山市の近郊に位置するという立地条件を活かし、長期的に町勢の発展を図るため、商業集積の誘致を図り、松前町筒井にある役場東、国道56号から西一帯の民有地を誘致場所として予定した。松山市に本社を置くフジと、イオングループの2社が出店に際して競合したものの、最終的にフジに決定した。
フジは、映画館のシネマサンシャインや温浴施設も含めた中四国最大規模のショッピングセンター計画を発表した。この時の「エミフルMASAKI」予定計画では、19万6000 m2の敷地に、中核施設である鉄骨2階建てのショッピング施設を配置し、その周辺に専門店や温浴施設などを点在させるオープンモール型の方式を予定した。店舗の面積は7万8000m2で、これは東温市西端部の国道11号沿いでフジが運営するフジグラン重信の約3倍と愛媛県内最大規模の計画だった。5000台収容の駐車場を配置し、雇用人数は2200人を予定し、年間最大270億円の売り上げを見込んでいた。このフジの計画については、松前町の議会もほぼ足並みを揃えて推進した。
建設中の2007年後半には、すでに一部のサービス業・小売店舗が周辺地区への出店を始めた。

#### 「エミフルMASAKI」開業後
2008年4月にエミフルMASAKIは開業した。この結果、松山市から松前町へと入る付近の国道56号では、休日の営業時間を中心に交通渋滞が頻発する程の集客力を持った。一方で、松山市内の百貨店・商店街は影響を受け、客足が遠のいた。そこで「お城下松山」と言う有限責任中間法人を立ち上げ、百貨店・商店街を挙げての広告やセールを行ない、巻き返しを図っている。さらに、伊予市でも商店街などは影響を受けている。そんな中で、エミフルMASAKIも2020年から2021年でリニューアルをした。

### 公共施設
- 町営
  - 松前総合文化センター・松前町中央公民館 - 松前町役場に隣接している。
  - 松前町総合福祉センター - 松前町役場の近くにある。
  - 松前公園 - 松前町役場の近くにあり、運動場やテニスコートや体育館を備える。商業施設のエミフルMASAKIと隣接している。
  - ひょこたん池公園 - 重信川の近く、予讃線と県道16号に挟まれた区域にある。
  - 二輪車交通公園 - 重信川の近く、砥部町との境界付近にある。
  - 健康増進センター - 長尾谷川が伊予市との行政境界を成す付近に立地しており、運動場が隣接している。
  - 義農公園 - 松前港の奥にある。付近には義農橋や夫婦橋がある。さらに、義農神社と隣接しており、ここに義農の作兵衛が祀られている[10]。
  - 松前浄化センター - 松前港付近に立地している。

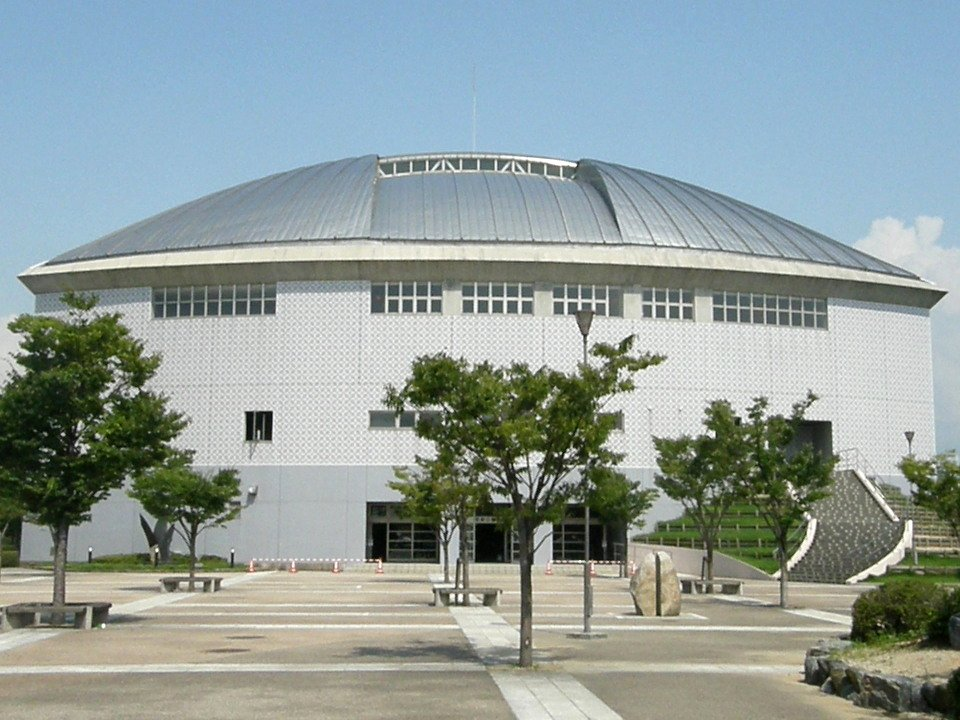
松前公園体育館
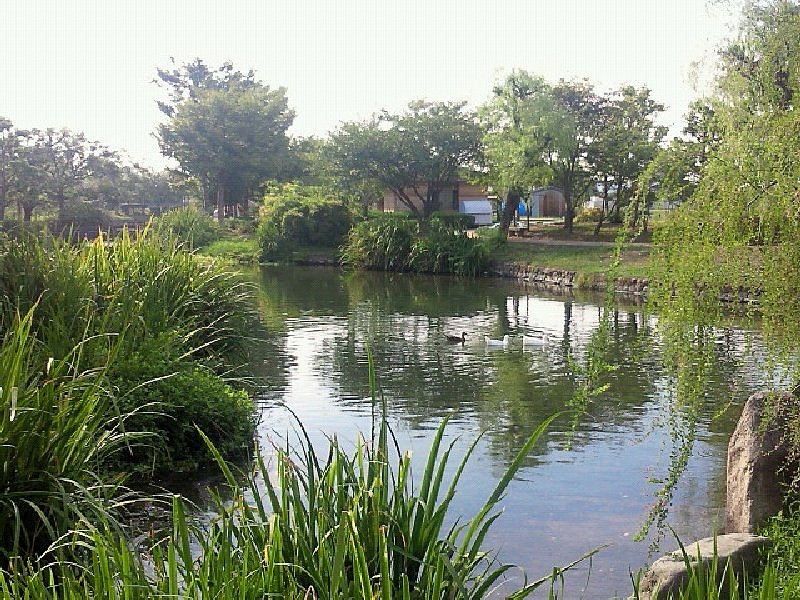
ひょこたん池公園
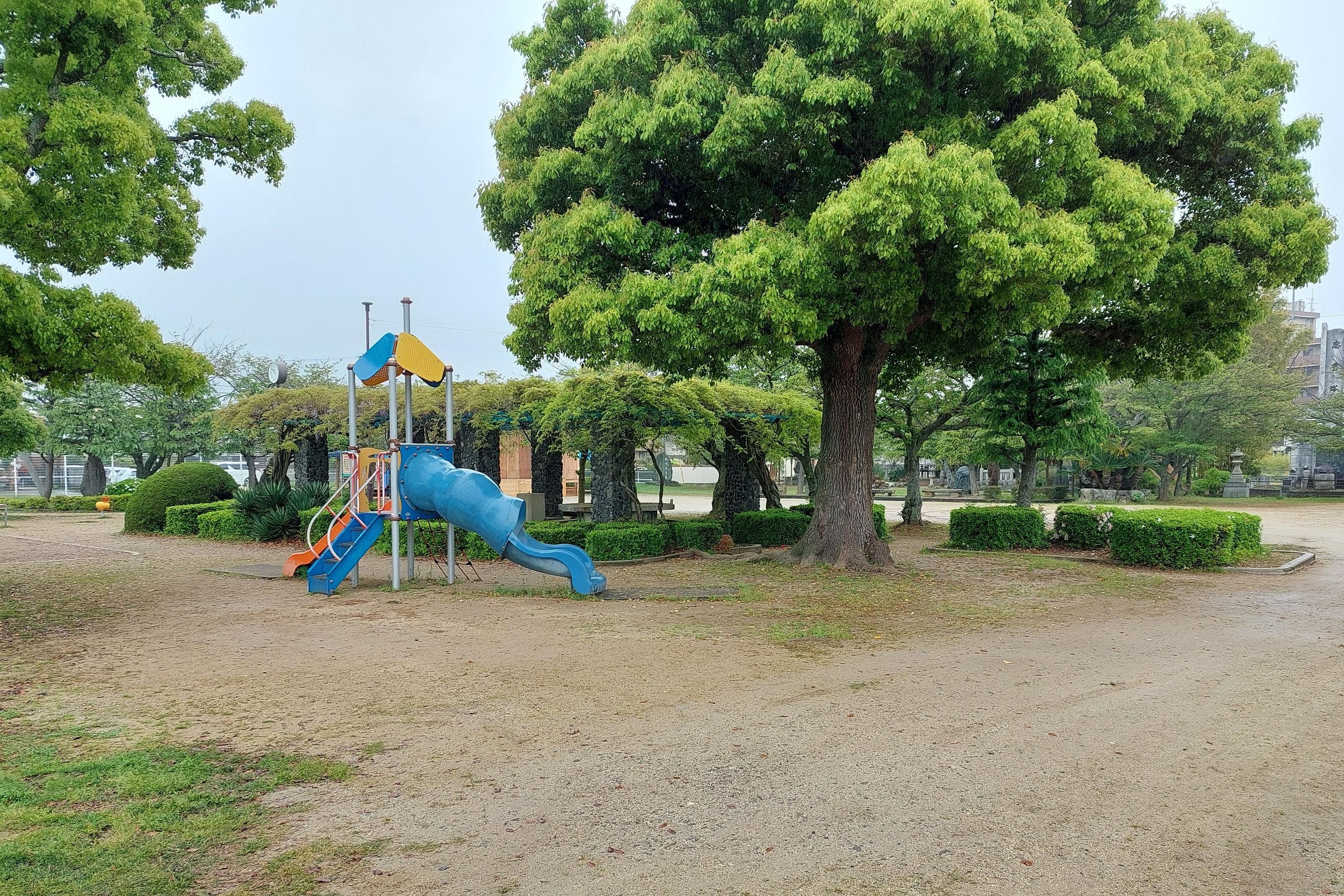
義農公園
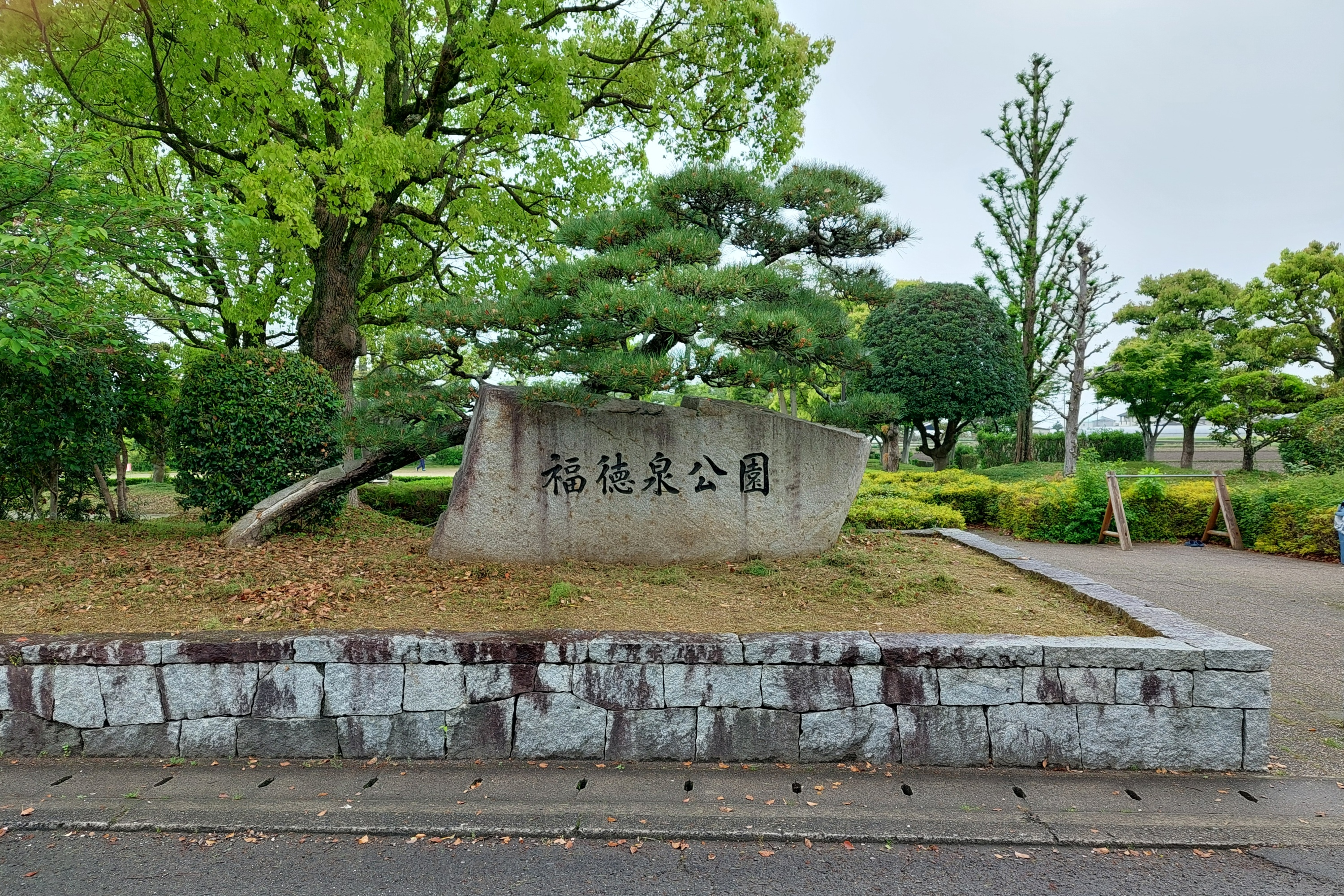
福徳泉公園

## 経済
松前町の主たる産業は、化学繊維工業である。地場産業では、海産物珍味加工業、近郊農業などが見られる。
また、2008年に開業したエミフルMASAKIなどの商業施設も影響力を持っており、エミフルMASAKIと周辺店舗の集客力は、松山市中心部の商店からの客を奪うなど松山市の経済にも影響を与える程である。この他、狭い町域ながら松前太陽光発電所が立地するなど、エネルギー産業も見られる。
一方で、かつては漁村であり、鮮魚や義助煮などの海産物や海産加工品の行商が盛んであった松前町だが。

### 農業

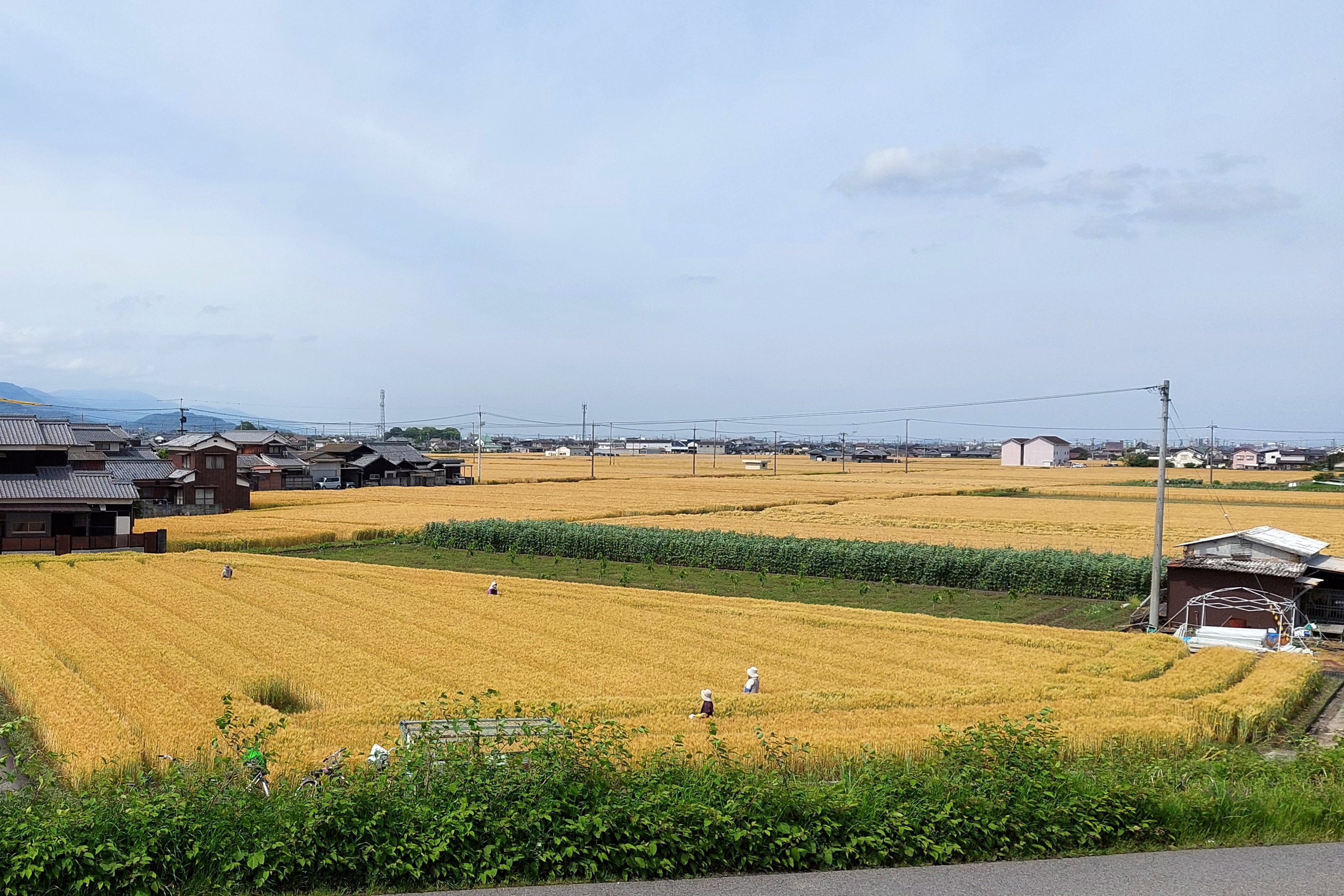
松前町徳丸の麦畑

松前町は平坦な土地が多く、タマネギ、イチゴ、レタス等の栽培が比較的盛んであるものの、町域が狭いため愛媛県内全体で見ると収穫量は限られる。愛媛県内でも影響力を持つのは、水稲の収穫量であり、愛媛県内最小の町域であるにもかかわらず、2016年現在、松前町は愛媛県内で9位の収穫を上げている。しかしながら、そもそも愛媛県は日本全体で見れば水稲栽培の盛んな地域とは言い難く、2016年現在の愛媛県の水稲の収穫量の都道府県別順位は35位に留まっており、あくまで、その中での9位でしかない。
これに対して、オオムギに分類されるハダカムギ（裸麦の場合は2016年現在、愛媛県が日本の3分の1を超える、日本の都道府県で最高の収穫量を誇っており、その愛媛県内において西条市に次ぎ、自治体の面積で松前町は圧倒的に劣るのにもかかわらず、東温市と並ぶ主産地として、松前町が数えられている、他に、2016年現在、今治市や松山市も、愛媛県内ではハダカムギの栽培の盛んな場所として知られているものの、ハダカムギの栽培においては、これらの自治体を松前町は凌駕している、ただし、日本におけるハダカムギの収穫量は1965年の51万3千トンをピークに減少し、2015年時点でも日本全体での収穫量は1万1千トンにまで落ち込んでいた。

### 製造業

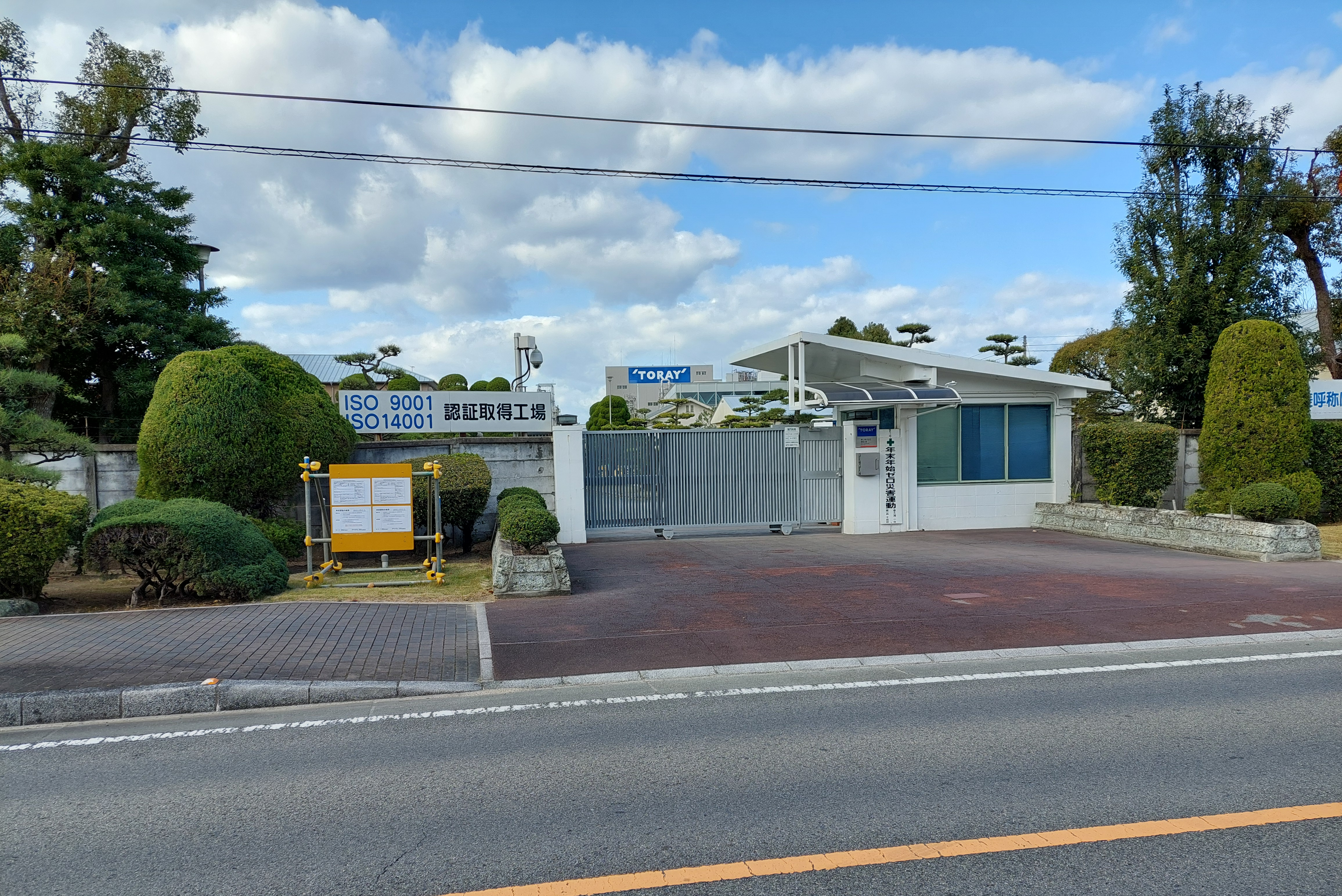
東レ愛媛工場

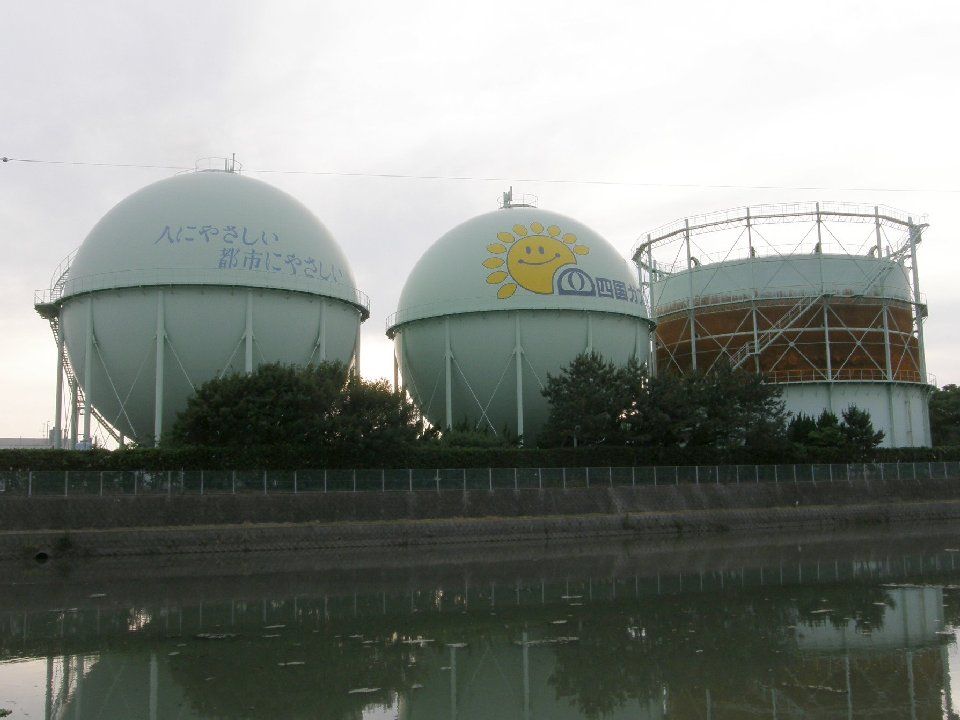
四国ガスの松前工場。重信川の河口部に位置する。

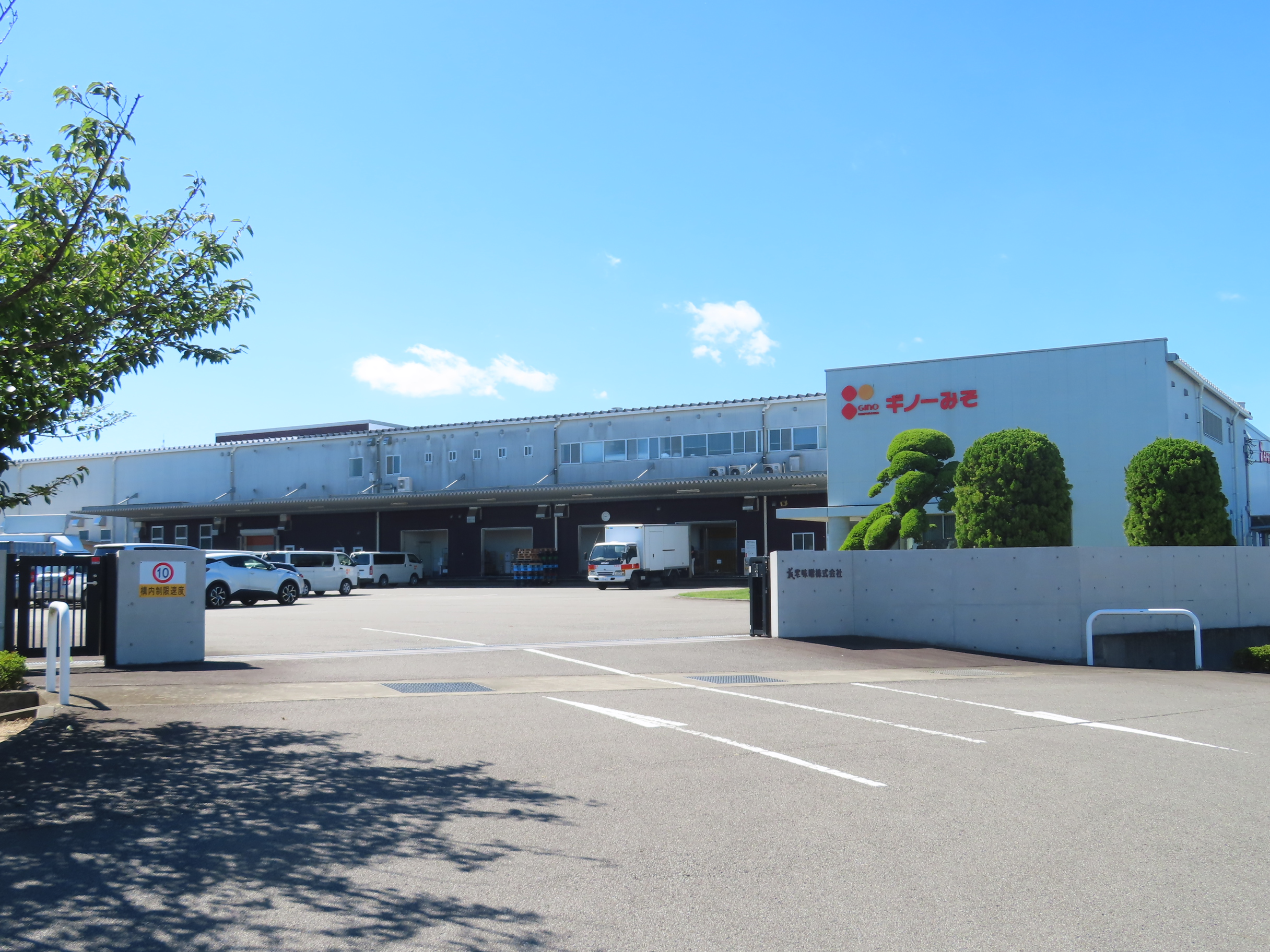
義農味噌の本社（永田）

製造業出荷額は2017年現在で1170億円であり、業種では繊維、食料品が上位を占めている。
繊維産業では1936年に臨海部に東洋絹織（現:東レ愛媛工場）が進出した。当初はナイロンやポリエチレン等の繊維･化成品を中心に生産していたが、1970年代より炭素繊維の開発･製造を開始した。現在、愛媛工場には複合材料技術の開発部署も設置されており東レの炭素繊維･複合材料の生産･開発拠点であり、ボーイング787用の炭素繊維の生産が、日本では東レ愛媛工場で行われている。
食料品では海産珍味加工業が盛んで、特に小魚珍味の製造は日本国内有数の生産量である。かつては沖合いで捕獲された魚貝類を用いていたが、沿岸漁業の衰退により、原料は県外や広くアジア地域に求めている。

### 工場・事業所を置く主要企業
- 東レ愛媛工場･複合材料研究所
- 山陽物産松前工場
- 四国ガス総合研修センター･技術研究所
- 四国ガス産業松前太陽光発電所

### 本社を置く主要企業
- 伊予商運
- 義農味噌
- 神山運輸
- サンタ
- 東レコムズ愛媛
- 阿川食品
- 扇屋食品
- はぎの食品

## 歴史
- 1595年から1603年まで、加藤嘉明が松前城（当時の表記では正木城）を居城とした。のちに加藤嘉明は居城を松山に移すが、その際に松前の商人達を移住させた先が現在の松前町である。以後江戸時代を通じて、その大半は松山藩の領地であった。南部の一部に大洲藩領があった。
- 1889年12月15日 - 町村制施行により松前村、岡田村、北伊予村が成立。
松前村 - 北黒田村、浜村、筒井村、南黒田村の一部が合併。
岡田村 - 西古泉村、恵久美村、大間村、北河原村、昌農内村、上高柳村、西高柳村が合併。
北伊予村 - 横田村、徳丸村、出作村、中河原村、鶴吉村、永田村、大溝村、東古泉村、神崎村が合併。
- 1922年10月31日 - 松前村が町制施行により松前町が誕生。

### 略史
- 1936年 - 東洋絹織の愛媛工場の誘致に成功。城下町でなくなってから寂れた寒村だった松前町は、これ以降、次第に財政的にも豊かになっていった[17]。
- 1950年3月20日 - 町内に昭和天皇の戦後巡幸。東洋レーヨン愛媛工場を視察[18]。
- 1955年3月31日 - 当時の町村合併促進法を受けて、松前町、岡田村、北伊予村が合併し[5]、改めて松前町が発足。
- 1961年4月 - 国鉄予讃線伊予横田駅が開業。
- 1967年3月 - 伊予鉄道郡中線古泉駅が開業。
- 1972年9月 - 伊予消防事組合（現:伊予消防等事務組合）が発足。
- 1983年4月 - 愛媛県立伊予高等学校が開校。

## 文化

### おたた

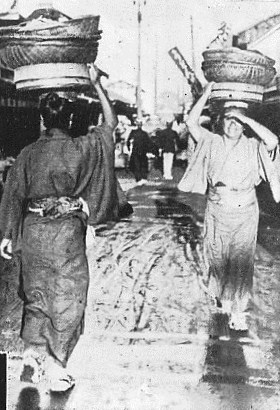
おたた（1930年代に撮影）

松前町では、1980年頃まで地引網漁が盛んに行われていたなど、漁業も盛んだった。おたたとは、かつて漁業が基幹産業であった時代に、鮮魚を松山などの街や近郊農村に行商していた女性のことである。古くは丸い桶を頭に載せて運び、彼女達は「おたたさん」と呼ばれていた。1970年代に入ると、桶ではなく、次第に金属製の四角い容器が用いられるようになった。この容器をかつぎ郊外電車に乗ったり、リヤカーを引いたりして、鮮魚を売りさばいた。
しかし、その後は人数も激減し、軽四輪トラックを用いた鮮魚商に取って代わられ、さらに、女性はほとんど姿を消した。また松前町では水産加工業は残ったものの、漁業自体は衰退した。
そのような状況ながら、かつて松前町で活躍した「おたたさん」にちなんで、松前町商工会は「娘おたた」をマスコットキャラクターとしている。

### 農村芸能
農村芸能やその名残が転化した物として、下記の物がある。
- ひょこたん座（大字中川原）
- 徳丸一座（大字徳丸）

### 名所・旧跡・観光スポット・祭事・催事
松前町は、典型的な都市近郊であり、一般的な意味での観光地ではない。

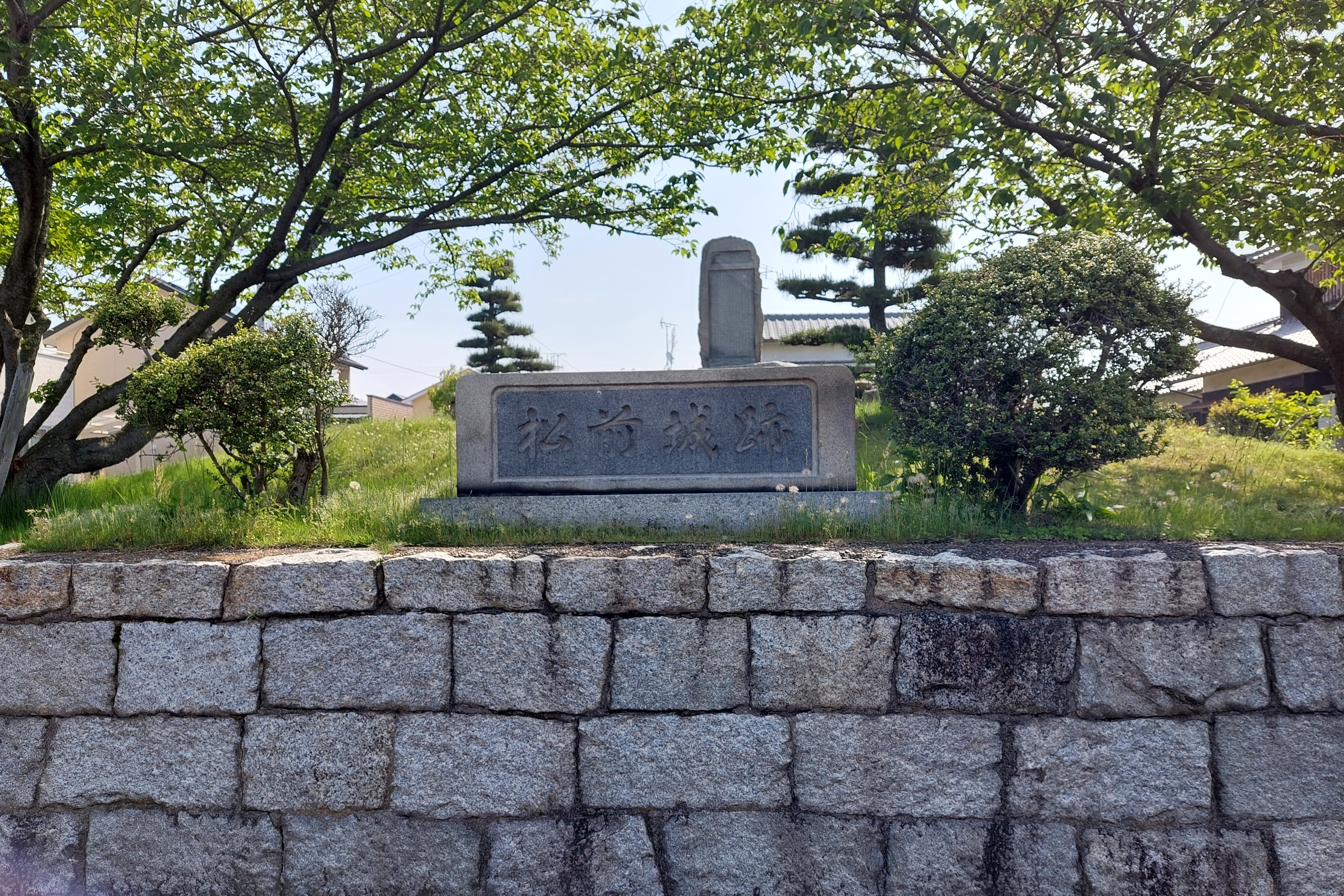
松前城跡（筒井）

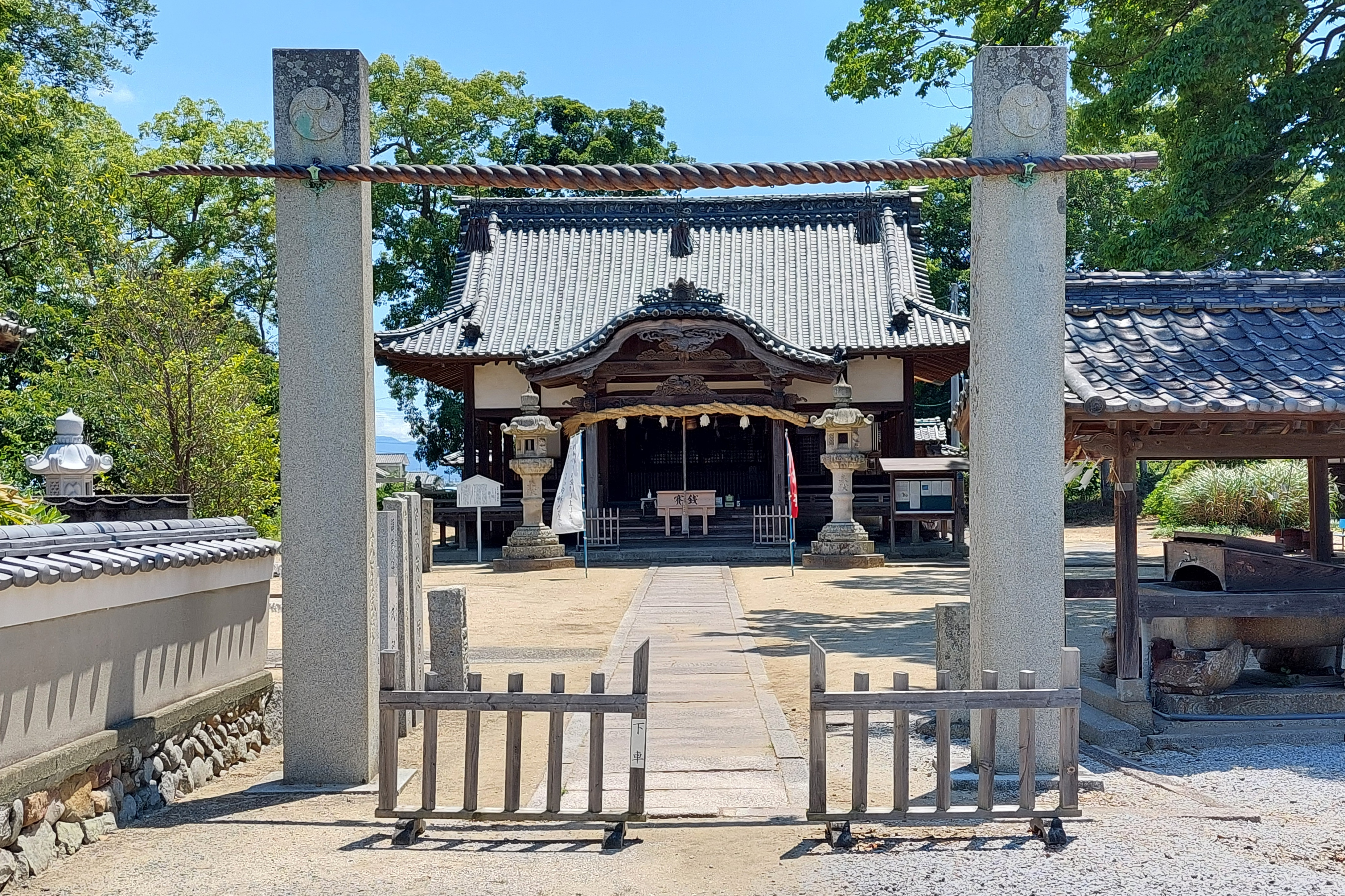
玉生八幡大神社（西古泉）

金蓮寺（西古泉）

- 名所
松前城跡 - 東レの工場のすぐ東にあった。しかし、もはや城の遺構は全く残されていない[10]。
夫婦橋（めおとばし） - 長尾谷川の最も下流に架かる、松前港付近の県道22号線の橋である。歌謡曲に歌われた事もある。
瀧姫神社 - 松前港内へと突き出す場所に立地している。
伊予神社 - 1897年に境内から磁器などが出土した[11]。
惠依彌二名神社 - 社殿は伊豫豆比古命神社の旧社務所を移築したもの[19]。
高忍日賣神社 - この付近では安産や縁結びの神として信仰されてきた[11]。
玉生八幡大神社 - 加藤嘉明ゆかりの神社。長い参道が特徴。
金蓮寺 - 伊予十二薬師霊場第9番札所。
- 祭り・イベント
義農神社祭（4月23日[11]）
松前夏祭り
虫干祭（8月2日）
秋祭り（10月14日、10月15日[11]）
はんぎり競漕 - 「はんぎり」と呼ばれる、たらいを漕いで速度を競う。
ねぎ祭り - 5代目町長が特産物を売り出すために創案した。
- 特産物
タマネギ[11]、ハダカムギの栽培で知られる[13]。他に、レタス、イチゴなど野菜類も挙げられる。
海産物珍味 - 裂きイカ[11]、義助煮など[11]。

## 教育
松前町は「教育の町」宣言を行い、青少年の教育に力を注ぐ意思を示した。地域区分の節でも述べたように、小学校の校区は現在の松前町の発足の際に合併した、岡田村・北伊予村・松前町の領域だった地区と一致している。

### 小学校
- 松前町立岡田小学校
- 松前町立北伊予小学校
- 松前町立松前小学校

### 中学校
- 松前町立岡田中学校
- 松前町立北伊予中学校
- 松前町立松前中学校

### 高等学校
- 愛媛県立伊予高等学校 （映画「世界の中心で、愛をさけぶ」ロケ地）

## 通信

### 電話番号帯
- 市外局番 : 町内全域において089
  - 町内で使用されている主な市内局番
NTT松前2局収容： 984、985、960
NTT伊予石井2局収容：907、906、905

### インターネット
松前町は、愛媛県内においてブロードバンド整備（光通信網）が早期に進んだ地域であり、2008年時点では愛媛県内の市町で唯一、ディジタル・ディバイド問題が解消された地域であった。町内全域において電気通信事業者より以下の各サービスが提供されている。
- NTT西日本 「フレッツ光Next（NGNサービス）」、「フレッツ光プレミアム」
- ソフトバンクBB 「Yahoo!BB光」
- STNet 「ピカラ光ねっと」
- KDDI 「KDDI光プラス」

## 出身有名人

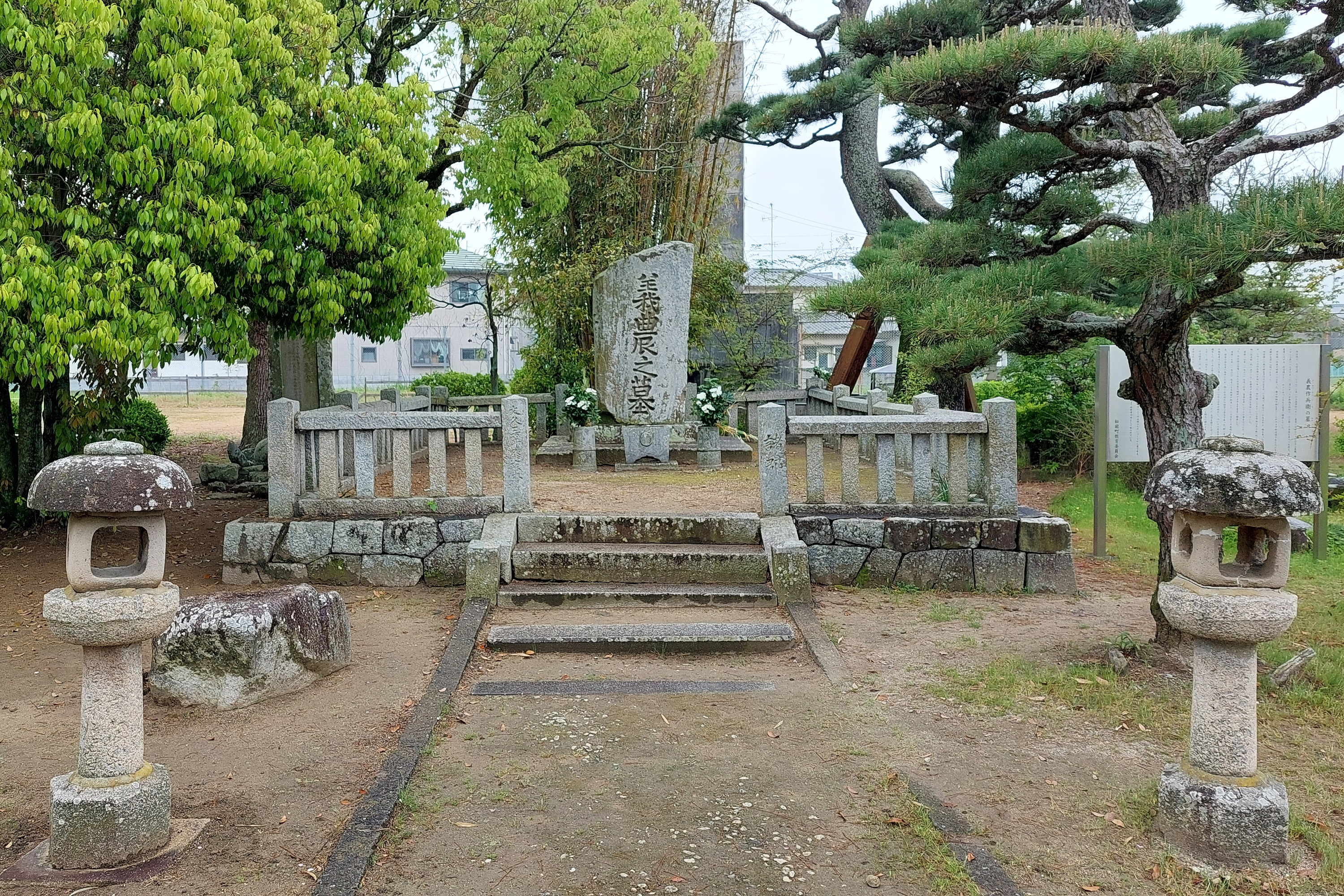
義農作兵衛の墓

【50音順】

### 歴史上の人物
- 作兵衛（さくべえ）- 享保の大飢饉からの復興のために必要な、秋撒きのムギを食べずに、自身は餓死した[20]。これにより周辺地区の民衆を救った江戸時代の義農である。松前町内には、彼を祀る神社や石碑などが残っている。

### 政治家
- 白石春樹（元愛媛県知事）

### 司法官・官僚
- 門上千恵子（日本初の女性検事）

### 実業家
- 坪内寿夫（来島どっく（新来島どっく社長ほか）

### 文化人
- 加藤精神（仏教学者）
- 森田雷死久（俳人、僧侶）

### マスコミ
- 掛川雅夫（元NHKアナウンサー）
- 升田尚宏（元TBSアナウンサー）

### 歌手・芸能人
- 片岡礼子（女優）
- 喜安浩平（俳優、演出家、作家）[21][22]
- 中田衛樹（バンド ジャパハリネット ギター）
- 中岡良一（バンド ジャパハリネット ドラムス）
- 横山たかし（元漫才師）

### プロ野球選手
- 伊賀上良平（元阪神タイガース）
- 今井圭吾（岡田中学校出身、元日本ハムファイターズ）
- 山村路直（北伊予中学校出身、元福岡ソフトバンクホークス）

### 大相撲力士
- 伊予櫻政行

### ボクシング
- 門田新一（元プロボクサー(ライト級)）